# Conselho Legislativo de Hong Kong
O Conselho Legislativo de Hong Kong (inglês: Legislative Council of Hong Kong, LegCo; chinês: 香港立法會) é a legislatura unicameral da Região Administrativa Especial de Hong Kong (RAEHK) da República Popular da China.

## História
O Conselho Legislativo foi criado em 1843 sob a autorização da Rainha Vitória do
Reino Unido. A primeira constituição de Hong Kong, na forma de carta-patente da Rainha Vitória, foi intitulada o Alvará da Colônia de Hong Kong e autorizou o estabelecimento do Conselho Legislativo para auxiliar a administração do Governador. O Conselho tinha quatro membros oficiais quando foi criado. Com o passar dos anos, o número de membros foi aumentando.
Até 1985, todos os membros eram compostos por membros ex-officio, em virtude dos altos cargos administrativo-políticos que desempenhavam na Colónia, e por membros nomeados pelo Governador. De 1929 até 1985, vários lusodescendentes de Hong Kong com origens familiares em Macau (historicamente designados por "macaenses" ou "portugueses de Macau") foram nomeados membros do Conselho, tais como José Pedro Braga, António Ferreira Batalha Silva-Netto, Leo d'Almada e Castro Jr., Alberto Maria Rodrigues e Rogério Hyndman Lobo.
Em 1985, parte dos membros do Conselho foram escolhidos por eleições por sufrágio indirecto, baseado em eleitorados ou circunscrições funcionais com um número relativamente restrito de eleitores, que podiam ser indivíduos ou pessoas colectivas (ex: empresas, associações, etc.). Originalmente, os eleitorados funcionais foram criados para aumentar a participação política da população chinesa e, sobretudo, para dar maior voz política aos interesses de determinados sectores da sociedade local. Os sectores representados eram considerados importantes, vitais ou especiais pela Administração colonial, tais como os sectores industrial, financeiro, comercial, laboral, médico, legal/jurídico, docente (professores), etc.
As primeiras eleições por sufrágio universal directo foram em 1991, quando alguns membros foram eleitos por eleitorados ou circunscrições geográficas, constituídas por todos os cidadãos (indivíduos) eleitores registados a viverem nestas divisões administrativas, abarcando toda a população honconguesa. Em 1995, o Conselho tornou-se totalmente eleito, com um alto grau de representatividade democrática. Foi fruto de uma reforma eleitoral proposto por Chris Patten (último Governador britânico de Hong Kong), que criou novas circunscrições funcionais e alargou consideravelmente o número de eleitores, sobretudo indivíduos, que compunham as circunscrições ou eleitorados funcionais. Ao todo, cerca de 2,7 milhões de cidadãos adquiriram direito de participação em eleições por sufrágio indirecto.
Em 1996, um Conselho Legislativo Provisório foi criado unilateralmente em Cantão (China) pela República Popular da China para substituir o Conselho Legislativo até a transferência da soberania, porque o Governo Central chinês não concordou com a reforma eleitoral proposto por Chris Patten. O Conselho Legislativo foi suspenso em 1997-1998 para dar lugar ao Conselho Legislativo Provisório. Este, porém, cessou as suas atividades em 1998, tendo então o Conselho Legislativo voltado a funcionar, após as eleições legislativas de 1998, quando voltou a ser realidade a existência do sufrágio indirecto baseado maioritariamente em eleitorados funcionais com poucos eleitores e/ou com eleitores que eram pessoas colectivas.
Nas eleições de 1998, 20 membros foram eleitos por sufrágio directo, 10 membros eleitos pelo Comité Eleitoral e 30 membros eleitos por sufrágio indirecto. Nas eleições de 2000, 24 membros foram eleitos por sufrágio directo, 6 membros eleitos pelo Comité Eleitoral e 30 membros eleitos por sufrágio indirecto.
Nas eleições de 2004 e nas eleições de 2008, 30 membros foram eleitos por sufrágio directo e outros 30 por sufrágio indirecto. A implementação total do sufrágio universal direto foi descartada das eleições de 2008 pelo Comité Permanente da Assembleia Nacional Popular (órgão legislativo da República Popular da China), porém a Lei Básica de Hong Kong afirma constitucionalmente que o objetivo final é a eleição de todos os membros do Conselho através do sufrágio universal directo (Artigo 68º da Lei Básica).
Fruto da (única) reforma eleitoral implementada na RAEHK em 2010, o Conselho Legislativo passou a ser composto por 70 membros, 35 eleitos por sufrágio directo e 35 eleitos por sufrágio indirecto, sendo que 5 são eleitos por uma circunscrição ou eleitorado funcional especial, constituído por todos os cidadãos (indivíduos) eleitores de Hong Kong, que também têm o direito de votar nas eleições directas. Esta circunscrição chama-se "District Council (Second)", que se pode traduzir como "Conselhos de Distrito (Segundo)". Os eleitos por esta circunscrição têm que ser membros directamente eleitos de um dos dezoito conselhos distritais existentes em Hong Kong.

## O Prédio do Conselho Legislativo
O Conselho Legislativo de Hong Kong está localizado no Antigo Prédio da Suprema Corte que fica no centro de Hong Kong desde 1985.
A estátua no prédio é uma réplica de uma erigida no Old Bailey de Londres - uma representação da deusa da justiça, Têmis, um antigo legado da suprema corte anterior.
Diferente de outras antigas legislaturas da Comunidade das Nações, o Conselho Legislativo não tem uma maça cerimonial nas suas câmaras. Porém, as altas cortes de Hong Kong utilizam uma maça para abrir as seções e representar a autoridade e poder da corte.

## Composição e Organização
O mandato de um legislador dura quatro anos, com exceção do primeiro mandato de 1998 a 2000 que foi estabelecido em dois anos (Artigo 69 da Lei Básica de Hong Kong).

### Presidente do Conselho Legislativo
Desde o estabelecimento deste órgão legislativo de 1843 até 1993, o Governador sempre foi seu presidente e membro, e até 1917 ele tinha que governar com a ajuda (mas não necessariamente o consentimento) do Conselho. A carta-patente de 1917 mudou essa disposição, requerendo que o Governador atuasse "com a ajuda e o consentimento" do Conselho.
O presidente é o porta-voz do Conselho. O atual presidente é Andrew Leung, que está no cargo desde 12 de Outubro de 2016.

### Membros do Conselho Legislativo
Em 2016, o Conselho Legislativo é composto por 70 membros, 35 eleitos por sufrágio directo e 35 eleitos por sufrágio indirecto. Desde 2016, o campo pró-Pequim é habitualmente constituído por 40 membros, sendo que mais de metade foram eleitos por sufrágio indirecto. O campo pró-democrata é habitualmente composto por 23 membros (maioria eleitos por sufrágio directo) e o campo localista por 6 membros (todos eleitos por sufrágio directo). O campo localista, que alberga alguns movimentos pró-independência e/ou pró-autodeterminação, é uma novidade decorrente das eleições legislativas de 2016, sendo consequência da crescente crispação e conflito entre as forças pró-Pequim e pró-democracia.

### Procedimento legislativo e sistema de votações
Tradicionalmente, o Presidente não vota. Porém, essa convenção não é uma exigência constitucional.
Os projectos de leis, emendas e demais moções podem ser propostos pelo Governo ou pelos membros, individualmente ou colectivamente. As propostas legislativas feitas pelos membros têm que obter uma dupla maioria para assegurar a sua passagem - uma maioria simples dos membros eleitos por sufrágio directo (eleitorados geográficos) e uma maioria simples dos membros por sufrágio indirecto (eleitorados funcionais). Essa exigência, porém, não é necessária para as propostas do Governo, que precisam somente de uma maioria simples de todos os membros presentes. Essa exigência claramente favorece o Governo e as forças pró-Pequim, já que, até agora, mais de metade dos membros eleitos por sufrágio indirecto são oriundos de movimentos políticos pró-Pequim, que tendem a apoiar o Governo.
Emendas à Lei Básica de Hong Kong exigem uma supermaioria de dois terços de todos os membros do Conselho. Após passar pelo Conselho, a emenda à Lei Básica requer também uma supermaioria de dois terços de todos os delegados de Hong Kong à Assembleia Nacional Popular e a aprovação do Chefe do Executivo de Hong Kong, pois o poder de veto nesta situação é garantido pelo Artigo 159 da Lei Básica.
Emendas aos métodos de eleição do Chefe do Executivo e de eleição, composição e procedimento legislativo do Conselho Legislativo, que podem ser feitas a partir de 2007 (segundo o Anexo I e II da Lei Básica), exigem uma supermaioria de dois terços de todos os membros do Conselho e a aprovação do Chefe do Executivo.

#### Implicações do regime de voto e reforma eleitoral
Os votos das forças pró-governo (ou pró-Pequim) normalmente ultrapassam os votos pró-democráticos, e assim permitem a passagem da maioria da legislação comum. Porém, quando se trata de legislação especial que visa a reforma eleitoral, as forças pró-democratas, que formam um bloco de oposição composto por mais de um terço de todos os membros, conseguem bloquear a passagem da legislação em causa, se esta não for do seu agrado, o que obriga o Governo a negociar nestas situações. Por exemplo, o pacote de reforma eleitoral de 2005 foi bloqueado quando os membros pró-democratas, com 25 votos, fizeram com que o Governo não conseguisse a supermaioria de dois-terços exigida para a emenda dos métodos de eleição do Chefe do Executivo e do Conselho Legislativo. Em termos de reforma eleitoral, as forças pró-democratas pretendem a implementação total do sufrágio universal directo para a eleição do Chefe e do Conselho o mais rapidamente possível, enquanto as forças pró-Pequim são a favor de uma implementação gradual, ordeira, lenta e progressiva deste princípio, que aliás está garantido na Lei Básica (artigos 45 e 68). O Professor DeGolyer da Universidade Batista de Hong Kong disse que, através "da compra da lealdade de 15 membros eleitos por sufrágio indirecto (eleitorados funcionais)", o Governo pode bloquear qualquer proposta de emenda a qualquer projeto de lei, [o que pode ser responsável por] orçamentos absurdos e subvenções misteriosas.

### Galeria

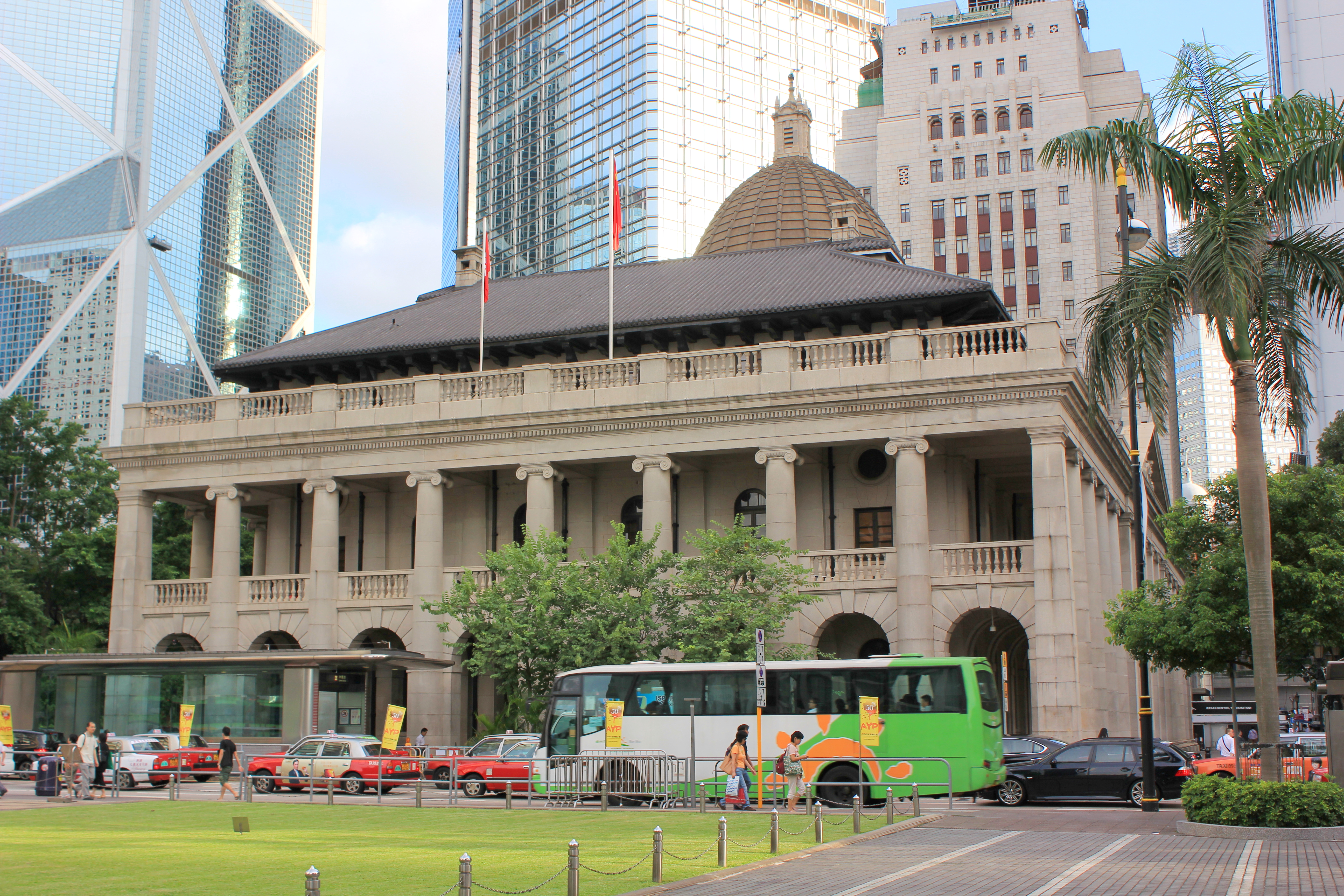
Antigo prédio do Conselho (1985-2011).
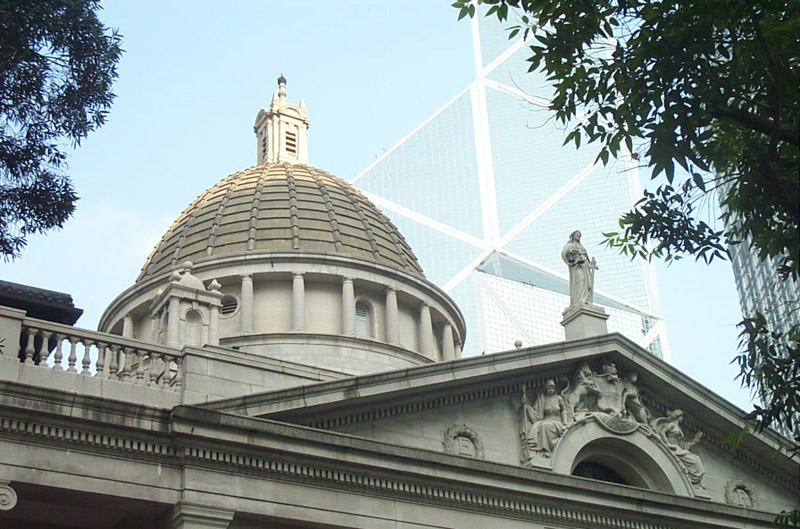
Visão aproximada do antigo prédio do Conselho.
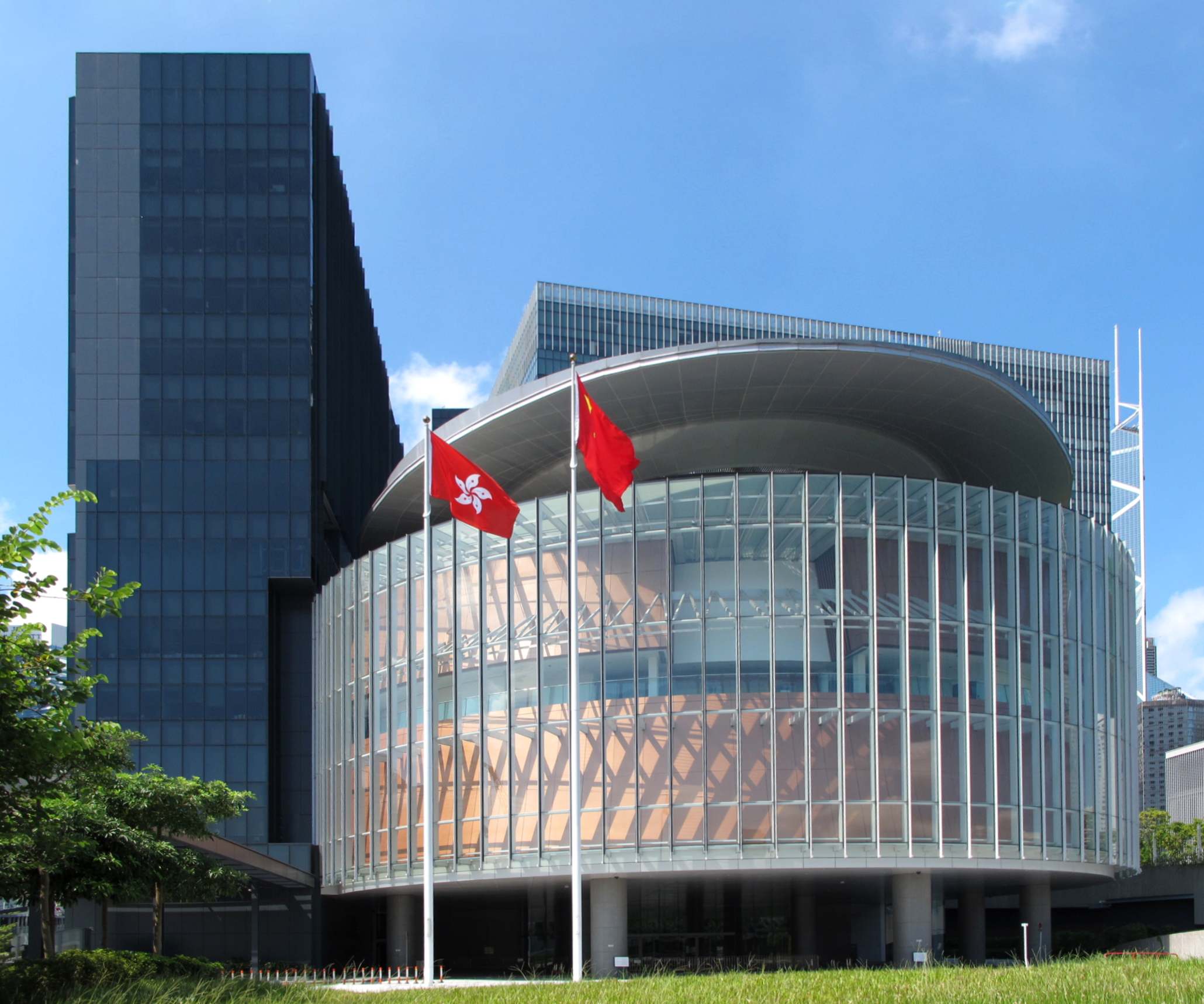
Novo prédio do Conselho (Desde 2011).

## Eleitorado

### Eleitorado geográfico
O eleitorado geográfico é constituído por todos os cidadãos eleitores individuais registados. É dividido em cinco zonas ou circunscrições geográficas e administrativas, sendo que cada eleitor, consoante o local do seu domicílio, vota em uma das cinco zonas. Cada zona apresenta diferentes listas de candidatos a membros do Conselho.
O sistema de voto adotado nas circunscrições geográficas é a representação proporcional partidária, obtida por sufrágio universal directo, com os assentos parlamentares alocados através do método do resto maior utilizando o quociente hare. Esse sistema é amplamente usado para originar legislaturas representativas. Houve 3,37 milhões de eleitores individuais registados em 2008.
| Eleitorado Geográfico        | Número de assentos | Número de assentos | Número de assentos | Número de assentos | Número de assentos | Número de assentos | Número de assentos |
| Eleitorado Geográfico        | 1998               | 2000               | 2004               | 2008               | 2012               | 2016               |                    |
| Ilha de Hong Kong            | 4                  | 5                  | 6                  | 6                  | 7                  | 6                  |                    |
| Kowloon Oriental             | 3                  | 4                  | 5                  | 4                  | 5                  | 5                  |                    |
| Kowloon Ocidental            | 3                  | 4                  | 4                  | 5                  | 5                  | 6                  |                    |
| Novos Territórios Orientais  | 5                  | 5                  | 7                  | 7                  | 9                  | 9                  |                    |
| Novos Territórios Ocidentais | 5                  | 6                  | 8                  | 8                  | 9                  | 9                  |                    |
| Total                        | 20                 | 24                 | 30                 | 30                 | 35                 | 35                 |                    |

### Eleitorado funcional
Há 29 circunscrições ou eleitorados funcionais (EF) representados no Conselho Legislativo, abrangendo determinados interesses, elites e sectores da sociedade local que são considerados de importância vital ou especial para o desenvolvimento de Hong Kong. Exceptuando o eleitorado funcional especial dos "Conselhos de Distrito (Segundo)", os outros 28 eleitorados funcionais, mais antigos, são constituídos por um número relativamente reduzido de eleitores, que podem ser indivíduos ou pessoas colectivas (ex: empresas, associações, etc.) que pertencem ou representam um determinado sector de interesses considerado importante para a sociedade de Hong Kong. Em 2007, estes 28 eleitorados funcionais foram constituídos por, aproximadamente, 212 mil eleitores funcionais, num total de cerca de 7 milhões de habitantes.
Em contrapartida, o eleitorado funcional dos "Conselhos de Distrito (Segundo)" é constituído por todos os cidadãos (indivíduos) eleitores de Hong Kong, que também têm o direito de votar nas eleições directas nas circunscrições geográficas. Os eleitos por esta circunscrição funcional têm que ser membros directamente eleitos de um dos dezoito conselhos distritais, que são órgãos locais de consulta e gestão dos distritos de Hong Kong.
Desde as eleições de 2000, cada eleitorado funcional elegeu 1 membro por sufrágio indirecto, com excepção do EF do Trabalho, que elegeu 3, e do EF dos Conselhos de Distrito (Segundo), que elegeu 5, resultando assim em um total de 35 assentos parlamentares (30+5). Os EF são:
- Heung Yee Kuk
- Agricultura e Pesca
- Seguros
- Transportes
- Educação
- Legal
- Contabilidade
- Médico
- Serviços de saúde
- Engenharia
- Arquitectura, Mapeamento e Planejamento
- Trabalho
- Serviço social
- Imobiliária e Construção
- Turismo
- Comercial (primeiro)
- Comercial (segundo)
- Industrial (primeiro)
- Industrial (segundo)
- Finanças
- Serviços financeiros
- Desporto, Artes cénicas, Cultura e Publicação
- Importações e Exportações
- Venda por atacado e Retalho
- Têxtis e Vestuário
- Tecnologias da Informação
- Restauração
- Conselhos de Distrito (Primeiro)
- Conselhos de Distrito (Segundo)

Em 23 assentos do eleitorado funcional, foi aplicado um sistema de pluralidade dos votos ("first-past-the-post"), em que um eleitor funcional, individual ou coletivo, podia lançar um voto. As excepções foram o EF do Trabalho, onde é aplicado o sistema de voto cumulativo não-transferível, em que um eleitor podia lançar até três votos, sendo os eleitos aqueles que obtiverem o maior número de votos; o EF dos Conselhos de Distrito (Segundo), onde foi aplicado um sistema de representação proporcional com o método do resto maior, utilizando o quociente hare; e os EF de Heung Yee Kuk, da Agricultura e Pesca, dos Seguros e dos Transportes, onde um sistema de votação preferencial foi usado, devido ao pequeno número de eleitores. Neste sistema de votação, o eleitor devia indicar as preferências em relação aos candidatos ao invés de aprovação/desaprovação ou uma escolha única.

### Comité de Eleição
Dez membros do Conselho Legislativo foram elegidos pelo Comitê de Eleição nas eleições de 1998, e 6 nas eleições de 2000, de acordo com o Anexo II da Lei Básica. Estes 6 membros foram escolhidos através de um sistema em que cada membro do Comitê lança um voto para escolher exatamente seis candidatos entre eles.
Agora, esse colégio eleitoral só é usado para eleger o Chefe do Executivo de Hong Kong. Há 1200 membros no Comité de Eleição, vindos de quatro sectores funcionais, com 300 membros cada (Lei Básica, Anexo I):
- Sectores industriais, comerciais e financeiros;
- Sectores profissionais;
- Trabalho, serviços sociais, religiosos e outros sectores;
- Membros do Conselho Legislativo, representantes de membros dos Conselhos de Distritos, representantes do Heung Yee Kuk, deputados de Hong Kong à Assembleia Nacional Popular e representantes dos membros honcongueses do Comité Nacional da Conferência Consultiva Política do Povo Chinês.